# 普雷西伊 (汝拉省)
普雷西伊（法語：Présilly，法語發音：[pʁeziji]）是法国汝拉省的一个市镇，位于该省中西部偏南，属于隆斯勒索涅区。

## 地理
普雷西伊（46°33'23"N, 5°35'10"E）面积11.23 平方千米，位于法国勃艮第-弗朗什-孔泰大區汝拉省，该省份为法国东部内陆省份，北起上索恩省，西北接科多尔省，西临索恩-卢瓦尔省，南至安省，东与杜省和瑞士接壤。
与普雷西伊接壤的市镇（或旧市镇、城区）包括：阿列兹、栋皮埃尔叙蒙、穆托讷、奥热莱、雷图斯。

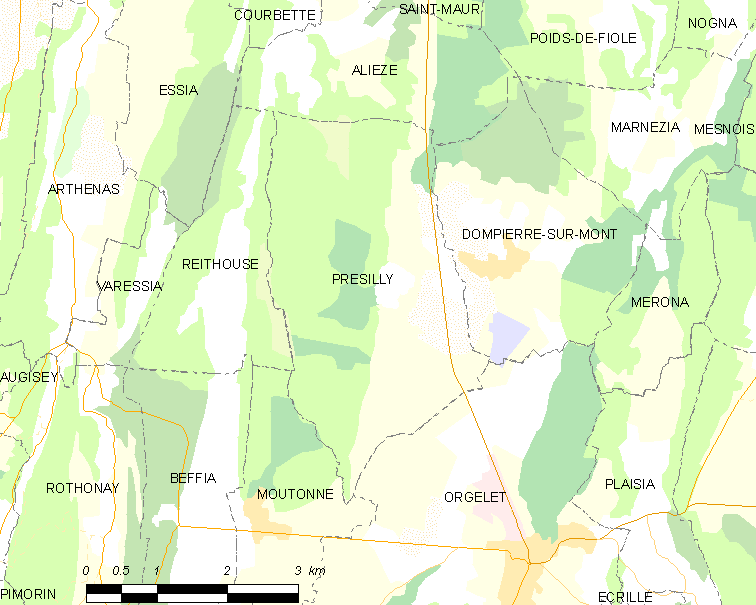
的OSM定位图

普雷西伊的时区为UTC+01:00、UTC+02:00（夏令时）。

## 行政
普雷西伊的邮政编码为39270，INSEE市镇编码为39443。

## 政治
普雷西伊所属的省级选区为穆瓦朗昂蒙塔涅县。

## 人口

1962-2008年间人口变化图示

普雷西伊于2022年1月1日时的人口数量为114人。